# 番台區分
番台（或稱番代）是日本鐵路業為了對同一系列（相同型號）的鐵路車輛就其詳細規格進行仔細分類，而在製作編號所作的分辨方式。本條目將主要敘述日本國有鐵道及其後JR集團各分公司（JR四國部分車輛除外）所有車輛的番台區分方式。
一般來說，分辨日本鐵路車輛主要是透過兩組數字，第一組是其系列或型式編號，而第二組就是其製作編號（通常從1開始）。但基於一些原因，鐵路公司會在製作編號中加入一些基組數字，以方便管理和分辨車輛：
- 如列車的製造期較長，或完成首批列車後一段時間後才增造列車，由於習慣上會引入期間研發成功的技術，造成規格差異。
- 經過改裝的車輛，由於規格已經跟原本的不一樣，因此習慣上也會更改製作編號作識別。
- 同一時期製造的車輛之間，也可能在安裝的機器、座位配置、廁所設置等細節上出現差異，而需要細分其製作編號。

## 使用番台區分的場合
以下是一般以番台來區分車輛的場合：
- 區別車廂座位配置
  - 系列中有不同座位配置（縱向座位／對向座位）的車輛的時候，會使用不同的製作編號作識別。
  - 例子：JR東日本E217系、E231系近郊形、JR東海313系等
- 區別車體設計
  - 系列中的車頭有多於一種設計（如是否設有貫通車門）、製造車體的鋼材或車門配置等車體設計有差異時，會使用不同的製作編號作識別。
  - 例子：JR東海KiHa85系、JR西日本683系、KiHa120型
- 區別車輛不同的運用方式
  - 若同一系列中不同車輛有明顯不同的用途，如通勤型／近郊型，一般會使用不同的製作編號作識別。
  - 例子：JR東日本E231系、E721系、JR西日本223系等
- 區別不同的機器配置
  - 車輛之間的機器配置（電動機、控制裝置等）有所不同，或者列車編組中有配線等細節不同的車輛的時候，一般都會使用不同的製作編號作識別。
  - 例子：JR東海313系、JR西日本223系、JR九州813系等
- 區分經改造的車輛
  - 改造後規格有變動的車輛，或自其他系列改裝而成的車輛，也會使用不同的製作編號作識別。
  - 例子：JR東日本205系、JR西日本213系、JR西日本500系等

## 番台區分常用到的數字
除了部份私鐵車輛會使用5位數字作編號外，一般來說日本的鐵路車輛的製作編號都是以4位數字為主。
而當要區分不同車輛時，最常用的就是千位數字（如1000、2000番台），一般都是用於產量較高的車輛。
其次是百位數字，一般會使用較平均的500，而其他較小的百位數字也很常用。此外，百位數字有時候也會和千位數字混合使用，以顯示更細微的車輛規格差異（如：1000+500→1500番台）。
對於產量較低，或是改裝車輛，間中也會以十位數字作分辨，例如西日本旅客鐵道（JR西日本）的KiHa187系中的「10番台」和JR西日本103系（播但線用3500番台→加古川線用3550番台）等。
以下是日本國鐵及JR各公司在各車種一般採用的番台區分制度：
所有車輛共通
- 0番台：一般列車的製作編號是從1開始，通稱為「0番台」或「基本番台」。但這個稱呼只會在有其他番台區分時才會被使用。
- 900、9000番台：試製車輛或先行量產車輛使用的番台區分，已經接近成為專用的制度。此外，如車輛初期被賦予其他型號，經改裝（量產化改造）後編入量產車所屬型號時，也會採用此番台區分（例如：901系A、B、C編組→209系900、910、920番台）。一般試製車輛多數使用900番台作區分，而9000番台只會在JR東海的新幹線車輛中出現。如果是供正常營運用的車輛，有時候經量產化改造後會改為以1作為生產編號。例外的是WIN350，雖做為實驗用途且從未投入商業運轉，正式型號卻編為500系900番台。

機車專用
- 500番台：專門牽引臥鋪特急的直流電用機車（EF60型、EF65型）。
- 1000番台：專門牽引高速列車的交流電用機車（ED73型、ED75型、ED76型）。

電力動車組
- 800番台：國鐵時代中，為了對應狹小隧道而把車輛安裝集電弓的屋頂部分降低高度的車輛，一般都是以此番台作區分。

新幹線
- 3000番台：JR東海、JR西日本均擁有的新幹線車輛（100系、300系、700系、923型、N700系）中，JR西日本車輛一般都是以此番台作區分（例外情況請參考7000番台）。
- 7000番台：JR西日本的新幹線車輛（500系、700系、N700系）中，不會駛進東海道新幹線（京都以東）路段的8輛編組列車一般都是以此番台作區分。
- 8000番台：JR九州的新幹線車輛（現只限N700系）中，不會駛進東海道新幹線（京都以東）路段的8輛編組列車以此番台作區分。

客車
- 700、800番台：國鐵時代末期設立的遊樂列車車輛的番台區分。
- 2000番台：國鐵時代在原有車輛加裝電動暖氣裝置的番台區分。一般都是在原編號加上2000作區分，但也有同時改裝至其他型號的例子（例如：36型→40型、36型→37型）。